# STS-105
Rumfærge-missionen STS-105 (Space Transportation System-105) var rumfærgens Discoverys rumflyvning nummer 30.
Missionens primære opgave var at levere forsyninger og udskifte besætningerne på Den Internationale Rumstation.
Rumfærgen med en besætning på fire astronauter og den ny besætning til rumstationen ISS Ekspedition 3 blev opsendt 10. august 2001. Den forrige besætning på rumstationen ISS Ekspedition 2 vendte tilbage til Jorden den 22. august 2001, rumfærgen havde en samlet besætning på syv, men med forskellige kombinationer af besætninger til og fra rumstationen.
To rumvandringer blev udført i løbet af missionen der varede i næsten 12 døgn.

## Besætning
- Scott Horowitz (kaptajn)
- Frederick Sturckow (pilot)
- Daniel Barry (missionsspecialist)
- Patrick Forrester (missionsspecialist)

### Opsendt: ISS Ekspedition 3
- Frank Culbertson (ISS Kaptajn)
- Mikhail Tjurin (Flymaskinist) (RKA)
- Vladimir Dezjurov (Flymaskinist) (RKA)

### Retur til Jorden: ISS Ekspedition 2
- Jurij Vladimirovitj Usatjov (ISS Kaptajn) (RKA)
- Susan Helms , (flymaskinist)
- James Voss (flymaskinist)

## Missionen
- Den Internationale Rumstation den 20. august 2001.

Hovedartikler: